# Ibiracatu
Ibiracatu är en kommun i Brasilien.   Den ligger i delstaten Minas Gerais, i den sydöstra delen av landet, 400 km öster om huvudstaden Brasília. Antalet invånare är 6 155.
Omgivningarna runt Ibiracatu är huvudsakligen savann. Runt Ibiracatu är det glesbefolkat, med 18 invånare per kvadratkilometer.